# Shorea carapae
Shorea carapae är en tvåhjärtbladig växtart som beskrevs av Peter Shaw Ashton. Shorea carapae ingår i släktet Shorea och familjen Dipterocarpaceae. Inga underarter finns listade i Catalogue of Life.